# Henry Lafont
Cet article concerne l'aviateur et Compagnon de la Libération français. Pour le collaborateur français, voir Henri Lafont.
Ne doit pas être confondu avec Henri Lafond.
Henry Lafont (Cahors, 10 août 1920 - Trémuson, 2 décembre 2011) est un militaire français, Compagnon de la Libération. Aviateur dans l'Armée de l'air française au début de la Seconde Guerre mondiale, il rallie dans un premier temps la Royal Air Force avec laquelle il participe à la bataille d'Angleterre, puis les Forces aériennes françaises libres (FAFL) avec lesquelles il combat au Moyen-Orient, en Afrique du nord et sur le front de l'ouest. Après la Seconde Guerre mondiale et la guerre d'Algérie, il occupe des fonctions importantes au sein de l'aéronautique civile en étant notamment le directeur du Salon international de l'aéronautique et de l'espace de Paris-Le Bourget.

## Biographie

### Avant-guerre
Henry Lafont naît le 10 août 1920 à Cahors. S'orientant d'abord vers les arts et métiers , il s'engage finalement en 1938 comme élève-pilote dans l'Armée de l'air.

### Début de la guerre
Avec le grade de sergent, il combat en Afrique du nord pendant le début de la guerre. Refusant l'armistice, il fuit Oran le 30 juin 1940 à bord d'un Caudron C.440 en compagnie de René Mouchotte et André Sorret. Après avoir atterri à Gibraltar, ils prennent le bateau pour l'Angleterre où ils arrivent le 13 juillet. Une fois sur place, Henry Lafont signe immédiatement un engagement pour la Royal Air Force.

### Bataille d'Angleterre
Il suit une formation à Sutton Bridge au sein d'une Operational Training Unit puis il est affecté au Squadron no 245 avec lequel il effectue des missions de surveillance au-dessus de la mer d'Irlande. En septembre 1940, il est transféré au Squadron no 615 basé successivement à Prestwick, Northolt, Kenley. Aux commandes d'un Hawker Hurricane, il participe à la bataille d'Angleterre pendant laquelle il effectue plus de cent missions. Il s'illustre particulièrement abattant deux avions ennemis les 26 février et 15 mars. De juillet à décembre 1941, il est transféré à l'Operational Training Unit de Crosby-on-Eden, près de Carlisle. Il y forme plus d'une soixantaine de pilotes français.
Sur les seize français ayant pris part à la bataille d'Angleterre, seuls le colonel Lafont, Deport, Col J. de Mozay, Cne Xavier de Montbron et le capitaine Perrin ont survécu. Leur participation à la bataille d'Angleterre, et leur affection dans des escadrilles anglaises, leur ont valu le droit de porter l'insigne de la Royal Air Force,.

### Forces Aériennes Françaises Libres
Passé aux Forces aériennes françaises libres, il se rend en janvier 1942 au Liban où il intègre le Groupe de chasse Alsace en pleine formation. Participant à la campagne de Libye, il s'illustre au mois de mai en attaquant un bombardier ennemi puis en juin en faisant face à un ennemi supérieur en nombre, combat au cours duquel après avoir endommagé un Messerschmitt Bf 109 il est blessé et son appareil abattu. Au cours de cette campagne, il effectue une cinquantaine de missions de combat. Il est de retour en Europe avec son groupe de chasse Alsace au début de l'année 1943 et participe à compter de cette période aux missions préparatrices des offensives de 1944 puis à ces offensives proprement dites. À l'issue des deux dernières années de la guerre, il totalise 195 missions pour plus de mille heures de vol dont 230 en vol de guerre. Il termine le conflit avec le grade de lieutenant, deux victoires homologuées, une probable, un avion ennemi endommagé.

### Après-guerre
Choisissant de rester dans l'armée, il participe plus tard à la guerre d'Algérie pendant laquelle il reçoit un citation en 1960. Allant jusqu'au grade de colonel, il prend finalement sa retraite militaire en 1966. Restant en lien avec le milieu de l'aviation, il est de 1967 à 1984 directeur général du Salon international de l'aéronautique et de l'espace de Paris-Le Bourget et directeur de la société immobilière de l'aéronautique. Il meurt le 2 décembre 2011 à Trémuson dans les Côtes-d'Armor.

## Décorations
|  |  |  |  |  |  |
|  |  |  |  |  |  |
|  |  |  |  |  |  |
|  |  |  |  |  |  |

| Commandeur de la Légion d'Honneur                          | Commandeur de la Légion d'Honneur                          | Compagnon de la Libération         | Compagnon de la Libération          | Grand Croix de l'Ordre National du Mérite | Grand Croix de l'Ordre National du Mérite |
| Croix de Guerre 1939-1945                                  | Croix de Guerre 1939-1945                                  | Croix de la Valeur Militaire       | Croix de la Valeur Militaire        | Médaille coloniale                        | Médaille coloniale                        |
| 1939-45 Star Avec agrafe "Battle of Britain" (Royaume-Uni) | 1939-45 Star Avec agrafe "Battle of Britain" (Royaume-Uni) | Air Crew Europe Star (Royaume-Uni) | Air Crew Europe Star (Royaume-Uni)  | War Medal 1939-1945 (Royaume-Uni)         | War Medal 1939-1945 (Royaume-Uni)         |
| Africa Star (Royaume-Uni)                                  | Africa Star (Royaume-Uni)                                  | Africa Star (Royaume-Uni)          | Defence Medal 1939-45 (Royaume-Uni) | Defence Medal 1939-45 (Royaume-Uni)       | Defence Medal 1939-45 (Royaume-Uni)       |